# Kriechendes Breitringmoos
Das Kriechende Breitringmoos (Platygyrium repens) ist eine Laubmoos-Art in der Familie Pylaisiadelphaceae.

## Merkmale
Diese Art wächst fast stets auf Borke oder auf noch wenig zersetztem Totholz und bildet hier glänzende grüne oder oft braungrüne bis goldbraune, mäßig dichte Rasen. Die kriechenden Stämmchen haften mit zahlreichen Rhizoiden fest an der Unterlage. Die bis 5 Millimeter oder selten etwas längeren Äste sind mehr oder weniger bogig-aufsteigend oder am Rand der Rasen auch niederliegend. Besonders an den Astenden werden meist zahlreiche Brutsprosse gebildet, die den Pflanzen ein struppiges Aussehen verleihen.
Stämmchenblätter und Astblätter sind kaum verschieden. Sie sind dicht gestellt, feucht aufrecht-abstehend, trocken dachziegelig anliegend, eilanzettlich, scharf und kurz zugespitzt, hohl, faltenlos, ganzrandig, bis 0,5 Millimeter breit und bis 1,5 Millimeter lang. Die Blattränder sind weit hinauf schmal umgebogen. Die Blattrippe fehlt oder ist nur kurz und doppelt angedeutet. Die Zellen der Blattmitte sind linealisch, an der Blattspitze und an den Blatträndern kürzer und breiter. Blattflügelzellen sind quadratisch und von den anderen Zellen deutlich verschieden.
Die Geschlechterverteilung ist zweihäusig. Sporenkapseln sind nur selten vorhanden; sie sind aufrecht, zylindrisch und gerade oder etwas gebogen. Der Deckel ist schief geschnäbelt. Die orange- bis rotbraune Seta ist bis 15 Millimeter lang. Die fein papillösen Sporen haben eine Größe von 12 bis 20 Mikrometer.

## Standortansprüche
Das Moos wächst auf neutraler bis mäßig saurer Unterlage an lichten bis schattigen, luftfeuchten Orten. Es lebt vorwiegend auf der Borke von Laubbäumen in Wäldern und Streuobstbeständen, selten an Nadelbäumen. Weiters kann es auf Totholz oder Baumstümpfen wachsen, manchmal auch auf Holzzäunen. Nur selten besiedelt es kalkfreies Gestein. Es ist mäßig wärmeliebend.

## Verbreitung
Die Art ist in den gemäßigten Klimabereichen der Nordhalbkugel weit verbreitet: in Europa, Teilen Asiens, Nordafrika, Nord- und Mittelamerika.
In Mitteleuropa lebt sie vom Flachland bis in die unteren Gebirgslagen und ist oft häufig. Nur sehr selten steigt sie hinauf bis unter die Baumgrenze.